# Орден Гражданских заслуг Баварской короны
Орден Гражданских заслуг Баварской короны (нем. Der Verdienstorden der Bayerischen Krone) был учреждён королём Баварии Максимилианом Иосифом I 27 мая 1808 года. Девиз ордена: «Virtus et Honos». Орден относится к гражданским орденам заслуг королевства Баварии. Первоначально орден имел три степени: большой крест, командорский крест и рыцарский крест, а также золотую и серебряную медали. В 1855 году в статут ордена была добавлена степень большого командорского креста.

## Описание
Орден имел следующие размеры:
| Степень                    | Крест мм | Звезда мм  |
| -------------------------- | -------- | ---------- |
| Большой крест              | 115x75   | 90x90      |
| Большой Командорский крест | 80x55    | 75x75      |
| Командорский крест         | 80x55    | без звезды |
| Рыцарский крест            | 60x40    | без звезды |

Встречаются некоторые различия в размерах орденов в зависимости от времени изготовления и производителей. Знаки ордена изготовлялись из золота. Звезды орденов делались из серебра с золотыми деталями.

## Дворянство
Члены ордена, не имевшие дворянского достоинства, получали патент вместе с наградой и могли использовать в своем имени приставку «Ritter von». Данное правило касалось только баварских подданных и не распространялось на других, независимо, граждан Германской империи или других государств. Патент имел пожизненное действие и не распространялся на наследников, что сближало его с рыцарским статусом английских орденов. Подобное правило действовало и в отношении Военного ордена Максимилиана Иосифа, которым награждали офицеров высокого ранга.

## Иллюстрации

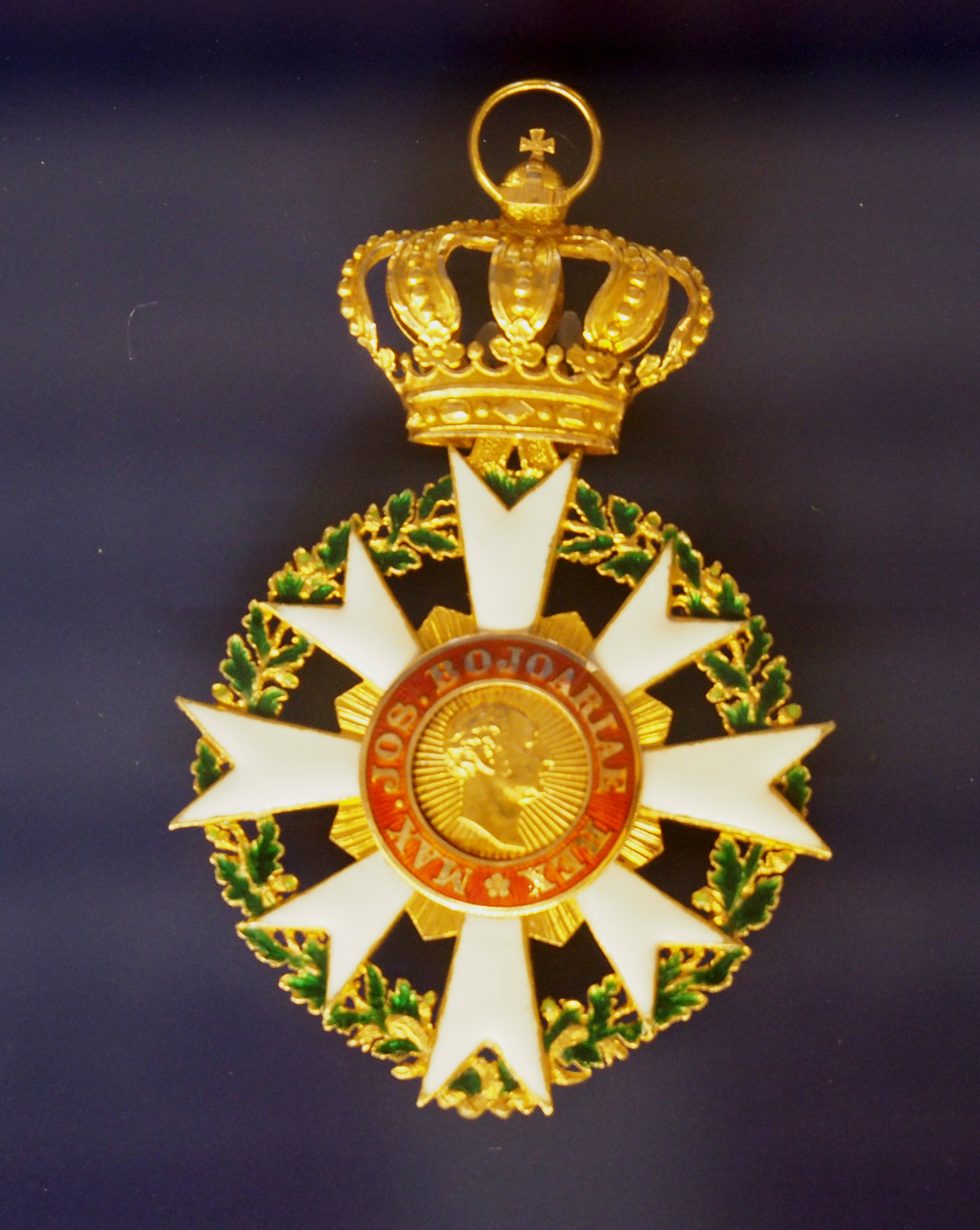
Знак Большого креста
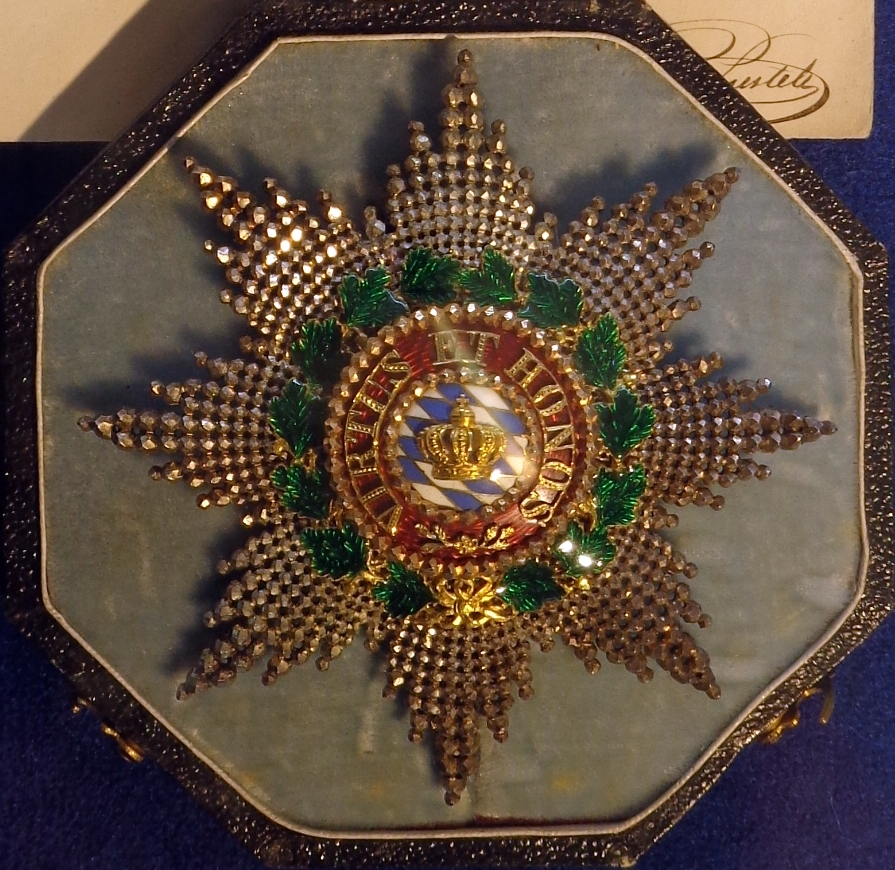
Звезда Большого креста